# Dassault Super Étendard
Super Étendard er et fransk militærfly produceret af Dassault.

## Brugere
- Argentina
- Frankrig
- Irak